# Parlamentswahl in Belgien 1981
- KPB/PCB: 2
- Agalev: 2
- Ecolo: 2
- SP: 26
- PS: 35
- FDF: 0
- PVV: 28
- PRL: 24
- PSC: 18
- CVP: 43
- VU: 20
- VB: 1
- UDRT/RAD: 3

- CVP: 43
- PVV: 28
- PRL: 24
- PSC: 18
- PS: 35
- SP: 26
- VU: 20
- UDRT/RAD: 3
- KPB/PCB: 2
- Agalev: 2
- Ecolo: 2
- VB: 1
- FDF: 0

Die Wahl zum belgischen Parlament 1981 wurde am 8. November 1981 abgehalten. Zur Wahl standen die 212 Mitglieder der Abgeordnetenkammer und die 106 direkt gewählten von insgesamt 185 Mitgliedern des Senats.

## Vorgeschichte
In der Legislaturperiode nach der Parlamentswahl 1978 kam es zu insgesamt fünf kurzlebigen Regierungen. Die letzte, die Regierung M. Eyskens bestehend aus Christdemokraten (CVP und PSC) sowie Sozialisten (PS und SP), amtierte seit dem 6. April 1981. Sie trat am 21. September zurück, nachdem das Subventionskonzept für die Stahlindustrie aufgrund der Blockade durch die wallonischen Sozialisten (PS) scheiterte. Daraufhin wurden vorgezogene Parlamentswahlen für den 8. November 1981 angesetzt.

## Kammer (Unterhaus)

### Parteien
Die hohe Wahlbeteiligung von über 90 % verdankte sich der in Belgien geltenden Wahlpflicht.

### Ergebnisse
Es errangen 13 Parteien Sitze in der Abgeordnetenkammer.
Die regierenden Christdemokraten mussten deutliche Stimmenverluste hinnehmen, die flämischen Christdemokraten (CVP) verloren 14 Sitze, ihre wallonische Schwesterpartei (PSC) verlor sieben Sitze.
Bei den ebenfalls in der Regierung beteiligten Sozialisten konnten, trotz leichter Stimmverluste beider Parteien, die flämische SP ihre Sitze halten, die wallonische PS gewann drei Mandate hinzu.
Die Liberalen Parteien waren der Wahlgewinner, die flämische PVV gewann sechs zusätzliche Sitze, die wallonische PRL verbesserte sich um neun Mandate. Die flämisch-nationalistische VU gewann sechs Sitze dazu, der rechtspopulistische VB hielt sein Mandat.
Die beiden grünen Parteien, die flämische Agalev und die wallonische Ecolo, zogen mit jeweils 2 Mandaten erstmals ins Parlament ein. Die Kommunisten (KPB/PCB) verloren zwei ihrer vier Sitze, die frankophone, im Raum Brüssel angetretene, FDF verlor drei Sitze, die RAD/UDRT verbesserte sich von einem auf drei Sitze
Das amtliche Endergebnis:
| Wahlberechtigte    | 6.877.466 |         |           |       |           |
| abgegebene Stimmen | 6.502.070 | 94,54 % |           |       |           |
| gültige Stimmen    | 6.025.027 | 92,66 % |           |       |           |
|                    | Stimmen   | Anteil  | ± zu 1978 | Sitze | ± zu 1978 |
| CVP                | 1.165.239 | 19,34 % | −6,80 %   | 43    | −14       |
| PVV                | 776.871   | 12,89 % | +2,53 %   | 28    | +6        |
| SP                 | 744.593   | 12,36 % | −0,01 %   | 26    | ±0        |
| PS                 | 733.137   | 12,17 % | −0,84 %   | 35    | +3        |
| VU                 | 588.436   | 9,77 %  | +2,75 %   | 20    | +6        |
| PRL                | 480.380   | 7,97 %  | +3,33 %   | 24    | +9        |
| PSC                | 390.896   | 6,49 %  | −3,63 %   | 18    | −7        |
| FDF-RW             | 253.720   | 4,21 %  | −0,47 %   | 8     | −3        |
| AGALEV             | 138.575   | 2,30 %  | +2,20 %   | 2     | +2        |
| Ecolo              | 132.312   | 2,20 %  | +1,82 %   | 2     | +2        |
| UDRT/RAD           | 130.526   | 2,17 %  | +1,29 %   | 3     | +2        |
| PCB                | 72.357    | 1,20 %  | –         | 0     | –         |
| VB                 | 66.424    | 1,10 %  | −0,27 %   | 1     | ±0        |
| KPB                | 38.729    | 0,64 %  | –         | 0     | -         |
| KPB/PCB            | 27.892    | 0,46 %  | −2,80 %   | 2     | −2        |
| RW                 |           | – %     | −2,32 %   | –     | −4        |

1. ↑  Bei der Wahl 1978 BSP
2. ↑  Bei der Wahl 1978 PSB, in der Provinz Luxemburg als PSB(LUX)
3. ↑  Bei der Wahl 1978 PRLW
4. ↑  Bei der Wahl 1978 trat neben der FDF-RW auch RW als separate Liste an
5. ↑  Bei der Wahl 1978 RAD/UDRT
6. ↑  In den Provinzen Hennegau und Namur
7. ↑  In den Provinzen Antwerpen, Limburg, Ost- und Westflandern
8. ↑  In den Provinzen Brabant und Lüttich

## Senat (Oberhaus)
Neben den Kammer-Abgeordneten wurden auch 106, von insgesamt 185 Senatoren, direkt gewählt.
Bei der Senatswahl ergab sich das gleiche Muster wie beider Kammerwahl, die Christdemokratischen Parteien (CVP und PSC) verloren elf Senatssitze, die Sozialisten (PS und SP) hielten ihre Sitze und die Liberalen (PVV und PL) stellten acht zusätzliche Senatoren. Die Grünen (Agalev und Ecolo) waren neu im Senat mit vier Vertretern, die VU gewann drei Mandate, die FDF gab drei Mandate ab, die RAD/UDRT stellte erstmals einen Senator, die Kommunisten verteidigten ihren Sitz im Senat.

### Ergebnisse
Insgesamt 12 Parteien wurden in den Senat gewählt.
Das amtliche Endergebnis:
| Wahlberechtigte    | 6.877.466 |         |           |       |           |
| abgegebene Stimmen | 6.502.726 | 94,55 % |           |       |           |
| gültige Stimmen    | 5.968.429 | 91,78 % |           |       |           |
|                    | Stimmen   | Anteil  | ± zu 1978 | Sitze | ± zu 1978 |
| CVP                | 1.149.353 | 19,26 % | −6,67 %   | 22    | −7        |
| PVV                | 781.137   | 13,09 % | +2,64 %   | 14    | +3        |
| PS                 | 755.512   | 12,66 % | −0,41 %   | 18    | ±0        |
| SP                 | 732.126   | 12,27 % | −0,12 %   | 13    | ±0        |
| VU                 | 587.002   | 9,84 %  | +2,82 %   | 10    | +3        |
| PRL                | 515.868   | 8,64 %  | −2,61 %   | 11    | +5        |
| PSC                | 414.733   | 6,95 %  | −2,83 %   | 8     | −4        |
| FDF-RW             | 255.727   | 4,28 %  | −0,59 %   | 4     | −3        |
| RAD/UDRT           | 164.131   | 2,75 %  | +1,81 %   | 1     | +1        |
| Ecolo              | 153.989   | 2,58 %  | +1,78 %   | 3     | +3        |
| KPB/PCB            | 140.577   | 2,36 %  | −0,97 %   | 1     | ±0        |
| AGALEV             | 121.016   | 2,03 %  | +2,03 %   | 1     | +1        |
| RW                 |           | –       | −2,26 %   | –     | −2        |

1. ↑  Bei der Wahl 1978 PSB, in der Provinz Luxemburg als PSB(LUX)
2. ↑  Bei der Wahl 1978 BSP
3. ↑  Bei der Wahl 1978 PRLW-PL
4. ↑  Bei der Wahl 1978 trat neben der FDF-RW auch RW als separate Liste an

## Regierungsbildung
Die bisherigen Regierungsparteien hätten trotz starker Verluste der Christdemokraten noch immer über eine Parlamentsmehrheit verfügt. Die Christdemokraten (CVP und PSC) bildeten jedoch gemeinsam mit den Liberalen (PVV und PRL) eine neue Regierung, die fünfte von Wilfried Martens geleitete Regierung, sie wurde am 17. Dezember 1981 vereidigt.